# Mittenzwey-Okular
Das Mittenzwey-Okular ist ein Okular, das in den 1880er Jahren von Moritz Mittenzwey (1836–1889) für Teleskope entwickelt wurde. Es ist eine Weiterentwicklung des Huygens-Okulars, eines der ältesten annähernd farbreinen Linsensysteme. Huygens hatte um 1670 gezeigt, dass sich die Farbfehler (chromatische Aberration) im achsnahen Bereich der Instrumente deutlich verringern lassen, wenn man die damals nur einfachen Okularlinsen durch ein System zweier plankonvexer Linsen im geeigneten Abstand ersetzt. Das Huygens-Okular hatte allerdings nur ein kleines Gesichtsfeld.
Mittenzwey erkannte, dass die Farbfehler noch geringer werden, wenn man statt plankonvexer Linsen zwei Menisken (konkav-konvexe Sammellinsen) kombiniert. Vor allem aber erweitert sich das Gesichtsfeld auf fast 50°, was für Jahrzehnte unübertroffen blieb.
Mittenzwey entwickelte um 1886 einen neuartigen Okulartyp, der später nach ihm benannt wurde. Hartmann & Braun in Bockenheim (heute zu Frankfurt am Main) fertigten als erste Firma solche Okulare, sandten drei Exemplare zur Prüfung an Miklós Konkoly-Thege in Ungarn und stellten zwei verschiedene Okulare dieses Typs bei der Ausstellung wissenschaftlicher Instrumente, Apparate und Präparate aus, die 1886 anlässlich der 59. Versammlung deutscher Naturforscher und Ärzte in Berlin stattfand. Die einzige zeitgenössische Beschreibung dieser Okulare lieferte Konkoly. Mittenzwey veröffentlichte zwar selbst 1886 eine kleine Arbeit über Okulare, diese bezog sich aber nur auf deren optische Theorie.

## Aufbau

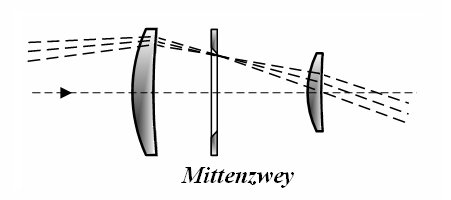
Mittenzwey-Okular.
Anmerkung: Die Augenlinse ist meist etwas stärker gekrümmt

Das Mittenzwey-Okular besteht aus zwei konkav-konvexen Linsen im Abstand ihrer mittleren Brennweite. Die beiden hohlen (konkaven) Linsenflächen schauen nach hinten, dem Auge zugewandt. Zwischen der Feld- und der Augenlinse liegt die Brennebene mit einer Blende, die störende Reflexe von den Seitenwänden der Okularhülse bzw. des Fernrohrs verringert.
In älteren Fachartikeln wird das Okular auch „aplanatisch“ oder „euryskopisch“ genannt, wobei der erste Terminus später auf die Aplanat-Objektive überging.

## Verwendung
Die Mittenzwey-Bauart des Huygens-Okulars gilt heute als überholt, da man das Auge dicht ans Okular führen muss. Es ist aber günstig herstellbar und wird deshalb noch durchaus in preiswerte Fernrohre und Mikroskope eingebaut. Als einfaches optisches System sind seine Komponenten auch in manchen Selbstbausätzen enthalten.
Ein weiterer Vorteil des Mittenzwey-Okulars gegenüber neueren, optisch besseren Systemen ist, dass es ohne verkittete Linsen (Doubletten) auskommt. Dadurch ist es für Sonnenbeobachtungen mit der Projektionsmethode – also ohne vorgesetztes Filter – verwendbar. Bei Doubletten besteht die Gefahr, dass sich durch das intensive Sonnenlicht der Kanadabalsam zwischen den Linsen überhitzt und Schlieren bildet oder gar zu brennen anfängt.
Bei den Kosmos-Fernrohren, die wegen ihres günstigen Preises und des zahlreichen Zubehörs unter Amateurastronomen in den 1950er- bis 1970er-Jahren recht verbreitet waren, waren Mittenzwey-Okulare von 10 bis 40 mm Brennweite Standard. Das extrem kurzbrennweitig 5-mm-Okular hatte allerdings eine etwas abweichende Bauart.